# Federico Augusto di Hannover
Il principe Federico Augusto di Hannover, Duca di York e di Albany (St. James's, 16 agosto 1763 – Londra, 5 gennaio 1827), è stato un membro della famiglia reale inglese, secondo figlio del re Giorgio III e della regina Carlotta.
Fu comandante in capo dell'esercito britannico e ne diresse le operazioni nelle fallimentari campagne nelle Fiandre del 1793-94, durante la guerra della prima coalizione, e del 1799 durante la guerra della seconda coalizione contro la Francia rivoluzionaria. Fu anche l'ultimo sovrano del principato vescovile di Osnabrück.

## Biografia

### Gli inizi e la prima giovinezza

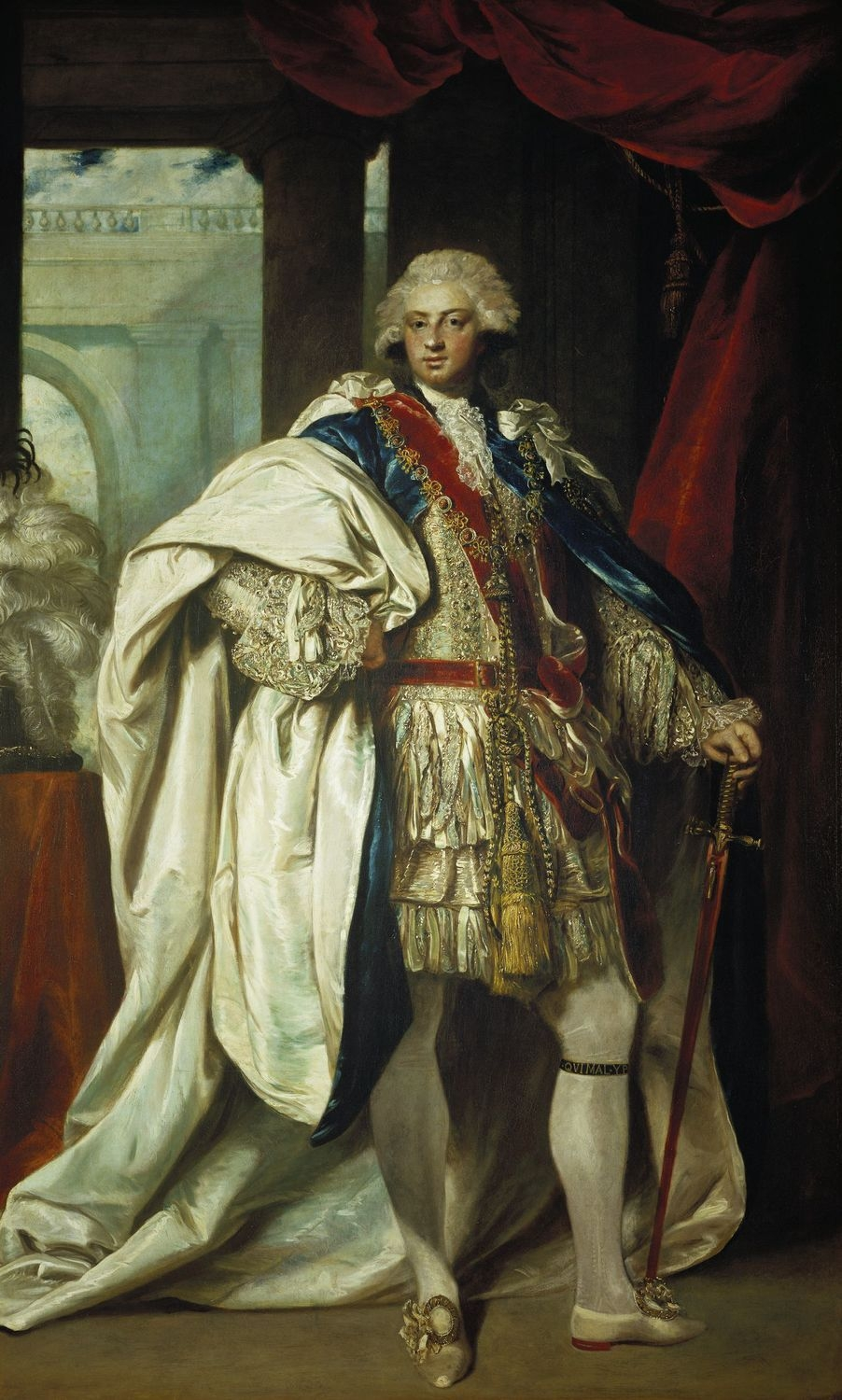
Il duca di York in un ritratto del 1788

Il 27 febbraio 1764, quando Federico aveva solo sei mesi d'età, il padre gli assicurò l'elezione a Principe-Vescovo di Osnabrück, titolo che mantenne fino al 1803 quando, con la secolarizzazione delle signorie-vescovadi decisa dal Reichsdeputationshauptschluss che precedette di pochi anni il dissolvimento del Sacro Romano Impero, la signoria di Osnabrück fu incorporata nell'Hannover. All'età di quattro anni circa Federico fu inoltre insignito del titolo di Cavaliere dell'Ordine del Bagno ed a quella di otto del titolo di Cavaliere dell'Ordine della Giarrettiera.
Giorgio III decise che il suo secondo figlio avrebbe perseguito la carriera militare e lo nominò colonnello nel 1780. Dal 1781 al 1787 il principe Federico visse ad Hannover, ove partecipò alle manovre degli eserciti austriaco e prussiano e studiò all'Università di Gottinga insieme ai fratelli minori, principi Ernesto Augusto I di Hannover, Edoardo Augusto duca di Kent, Augusto Federico, duca di Sussex ed Adolfo, duca di Cambridge. Nel 1782 fu nominato colonnello della Guardia dei Granatieri a cavallo e promosso maggior generale nel 1784. Nello stesso anno divenne Duca di York, duca di Albany e conte dell'Ulster e membro del Consiglio Privato del Regno Unito.

### La prima attività politica
Dopo un viaggio negli Stati Uniti d'America nel 1787 il Duca prese possesso del suo seggio alla Camera dei Lords ove nel dicembre 1788 si oppose al Regency Bill voluto dal primo ministro William Pitt. Il duca di York era il figlio prediletto di Giorgio III, ma rimase sempre nell'ombra del fratello maggiore, Principe di Galles, specialmente dopo che quest'ultimo era diventato Principe reggente. I rapporti fra i due fratelli furono tuttavia sempre eccellenti.

### Il matrimonio
Il 29 settembre 1791 a Charlottenburg (Berlino) e poi nuovamente il 23 novembre 1791 a Buckingham Palace (Londra), Federico di York sposò la cugina Federica Carlotta Ulrica di Prussia, figlia del re Federico Guglielmo II di Prussia e di Elisabetta Cristina Ulrica di Brunswick-Wolfenbüttel. La nuova duchessa di York ricevette una accoglienza entusiastica a Londra ma il matrimonio non fu felice.

La coppia si separò presto e Federica Carlotta si ritirò a Oatlands Park, Weybridge, ove morì nel 1820. I rapporti fra i due, che non ebbero figli, rimasero sempre amichevoli ma non si parlò mai di una possibile riconciliazione. Il solo figlio noto di Federico di York era un figlio illegittimo, Charles Hesse, e sussistono tuttavia dubbi sulla vera paternità. A Federico fu attribuito anche un altro figlio illegittimo, certo John Molloy, ma la cosa è ancor più dubbia.

### L'attività militare
Nel 1793 Federico fu inviato nelle Fiandre come comandante del contingente britannico dell'armata del principe di Coburgo destinata all'invasione della Francia rivoluzionaria. La spedizione fu, dal punto di vista militare, un fallimento. Il duca fu sconfitto a Famars (23 maggio 1793), a Hondschoote (8 settembre dello stesso anno) e a Tourcoing (18 maggio 1794).
Al suo ritorno in Inghilterra nel 1794, Giorgio III lo promosse al rango di maresciallo di campo (Field Marshal) e nell'aprile del 1795 lo nominò Comandante in capo delle Forze armate, in sostituzione del dimissionario Lord Amherst.
Il suo secondo comando in una campagna militare ebbe luogo nel 1799, quando fu inviato nei Paesi Bassi per unirsi al corpo d'armata russo. Le sue avanguardie, al comando di sir Ralph Abercromby e dell'ammiraglio Andrew Mitchell, catturarono la flotta olandese a Den Helder. Tuttavia Federico, sbarcato al comando del corpo di spedizione inglese, fu sconfitto dalle truppe francesi del generale Brune a Castricum il 6 ottobre ed il 17 firmò la Convenzione di Alkmaar, con la quale i francesi consentirono il reimbarco ed il rimpatrio delle truppe inglesi.

### Gli ultimi eventi

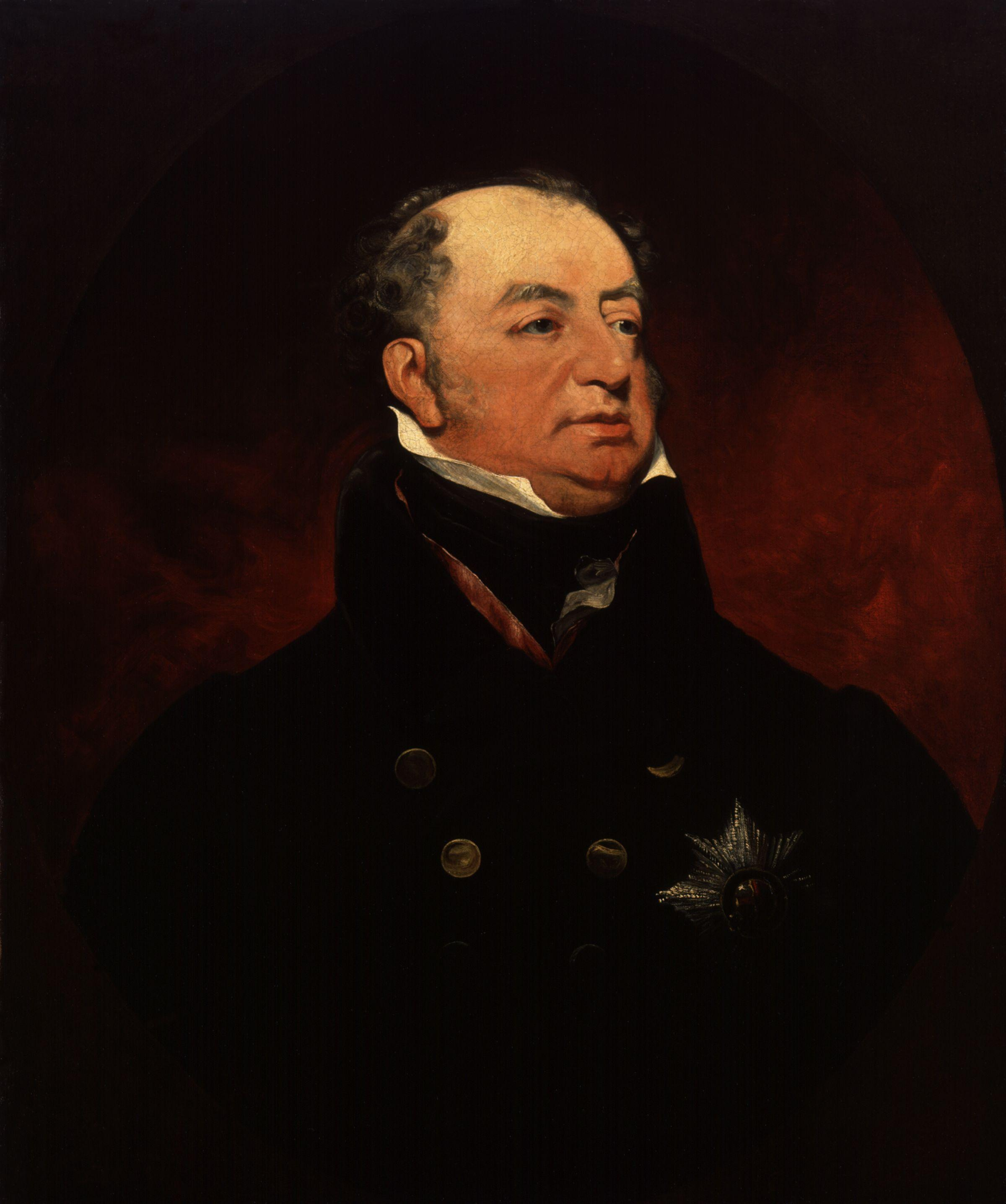
Il principe Federico Augusto di Hannover in un ritratto ufficiale del 1826

Il Duca di York promosse numerose riforme nelle forze armate che portarono poi ai successi nelle guerre contro Napoleone I. Egli si dimise da comandante in capo il 25 marzo 1809 a causa di uno scandalo provocato dalle attività della sua amante Mary Anne Clarke. Sulla materia indagò un apposito comitato istituito presso la Camera dei Comuni. Questa, sulla base del rapporto della commissione, stabilì, con 278 voti contro 196, che il Duca aveva ricevuto delle tangenti. Due anni più tardi, nel maggio 1811, dopo che si seppe che Mary Clarke era stata pagata dal principale accusatore del Duca, il principe Reggente ristabilì Federico nella sua carica di comandante in capo, carica che quest'ultimo mantenne fino alla morte, e lo creò Cavaliere di Gran Croce del Reale Ordine Guelfo.
Dopo la morte di sua nipote Carlotta Augusta, principessa di Galles, avvenuta nel 1817, Federico di York divenne secondo nella linea di successione al trono di Gran Bretagna, con serie probabilità di diventare re, quando Giorgio III morì nel 1820. Tuttavia egli morì prima del fratello maggiore, Giorgio IV, e fu sepolto nella Cappella di San Giorgio del Castello di Windsor.

## Retaggio

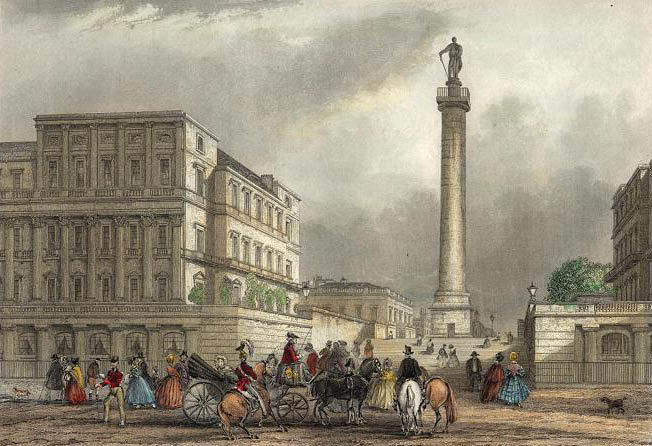
La colonna del Duca di York da The Mall, Londra.

- Fredericton, la capitale della provincia canadese del New Brunswick, ricevette il nome da Federico Augusto di York (originariamente era Friedrick's Town).
- Fredericksburgh Township, ora parte del Grande Napanee, nell'Ontario, prese il nome dal duca di York
- Allorché Toronto fu rifondata per diventare la capitale del Canada Superiore nel 1793, fu chiamata York dal principe Federico di York. Sebbene ora il nome sia cambiato (dal 1834), molte località nei dintorni portano l'antico nome.
- La colonna del Duca di York su "The Mall" in Londra fu eretta nel 1834 in memoria del principe Federico Augusto, Duca di York e Albany. Il costo fu sostenuto dai soldati dell'esercito britannico che vi devolsero un giorno di paga.

## Ascendenza
|                                                 |                                            |                                               | Genitori                                         |  |  | Nonni |  |  | Bisnonni                 |  |  | Trisnonni               |  |
|                                                 |                                            |                                               |                                                  |  |  |       |  |  | Giorgio II d'Inghilterra |  |  | Giorgio I d'Inghilterra |  |
|                                                 |                                            |                                               |                                                  |  |  |       |  |  | Giorgio II d'Inghilterra |  |  | Giorgio I d'Inghilterra |  |
|                                                 |                                            | Sofia Dorotea di Celle                        |                                                  |  |  |       |  |  | Giorgio II d'Inghilterra |  |  |                         |  |
| Federico di Hannover                            |                                            |                                               |                                                  |  |  |       |  |  | Giorgio II d'Inghilterra |  |  |                         |  |
|                                                 |                                            | Carolina di Brandeburgo-Ansbach               | Giovanni Federico di Brandeburgo-Ansbach         |  |  |       |  |  |                          |  |  |                         |  |
|                                                 |                                            | Carolina di Brandeburgo-Ansbach               | Giovanni Federico di Brandeburgo-Ansbach         |  |  |       |  |  |                          |  |  |                         |  |
|                                                 |                                            | Carolina di Brandeburgo-Ansbach               | Eleonora Erdmuthe di Sassonia-Eisenach           |  |  |       |  |  |                          |  |  |                         |  |
| Giorgio III d'Inghilterra                       |                                            | Carolina di Brandeburgo-Ansbach               |                                                  |  |  |       |  |  |                          |  |  |                         |  |
|                                                 |                                            | Federico II di Sassonia-Gotha-Altenburg       | Federico I di Sassonia-Gotha-Altenburg           |  |  |       |  |  |                          |  |  |                         |  |
|                                                 |                                            | Federico II di Sassonia-Gotha-Altenburg       | Federico I di Sassonia-Gotha-Altenburg           |  |  |       |  |  |                          |  |  |                         |  |
|                                                 |                                            | Federico II di Sassonia-Gotha-Altenburg       | Maddalena Sibilla di Sassonia-Weissenfels        |  |  |       |  |  |                          |  |  |                         |  |
| Augusta di Sassonia-Gotha-Altenburg             |                                            | Federico II di Sassonia-Gotha-Altenburg       |                                                  |  |  |       |  |  |                          |  |  |                         |  |
|                                                 |                                            | Maddalena Augusta di Anhalt-Zerbst            | Carlo Guglielmo di Anhalt-Zerbst                 |  |  |       |  |  |                          |  |  |                         |  |
|                                                 |                                            | Maddalena Augusta di Anhalt-Zerbst            | Carlo Guglielmo di Anhalt-Zerbst                 |  |  |       |  |  |                          |  |  |                         |  |
|                                                 |                                            | Maddalena Augusta di Anhalt-Zerbst            | Sofia di Sassonia-Weissenfels                    |  |  |       |  |  |                          |  |  |                         |  |
| Federico Augusto di Hannover                    |                                            | Maddalena Augusta di Anhalt-Zerbst            |                                                  |  |  |       |  |  |                          |  |  |                         |  |
|                                                 | Adolfo Federico II di Meclemburgo-Strelitz | Adolfo Federico I di Meclemburgo-Schwerin     |                                                  |  |  |       |  |  |                          |  |  |                         |  |
|                                                 | Adolfo Federico II di Meclemburgo-Strelitz | Adolfo Federico I di Meclemburgo-Schwerin     |                                                  |  |  |       |  |  |                          |  |  |                         |  |
|                                                 | Adolfo Federico II di Meclemburgo-Strelitz | Maria Caterina di Brunswick-Wolfenbüttel      |                                                  |  |  |       |  |  |                          |  |  |                         |  |
| Carlo Ludovico Federico di Meclemburgo-Strelitz | Adolfo Federico II di Meclemburgo-Strelitz |                                               |                                                  |  |  |       |  |  |                          |  |  |                         |  |
|                                                 |                                            | Cristiana Emilia di Schwarzburg-Sondershausen | Cristiano Guglielmo di Schwarzburg-Sondershausen |  |  |       |  |  |                          |  |  |                         |  |
|                                                 |                                            | Cristiana Emilia di Schwarzburg-Sondershausen | Cristiano Guglielmo di Schwarzburg-Sondershausen |  |  |       |  |  |                          |  |  |                         |  |
|                                                 |                                            | Cristiana Emilia di Schwarzburg-Sondershausen | Antonia Sibilla di Barby-Muhlingen               |  |  |       |  |  |                          |  |  |                         |  |
| Carlotta di Meclemburgo-Strelitz                |                                            | Cristiana Emilia di Schwarzburg-Sondershausen |                                                  |  |  |       |  |  |                          |  |  |                         |  |
|                                                 |                                            | Ernesto Federico I di Sassonia-Hildburghausen | Ernesto di Sassonia-Hildburghausen               |  |  |       |  |  |                          |  |  |                         |  |
|                                                 |                                            | Ernesto Federico I di Sassonia-Hildburghausen | Ernesto di Sassonia-Hildburghausen               |  |  |       |  |  |                          |  |  |                         |  |
|                                                 |                                            | Ernesto Federico I di Sassonia-Hildburghausen | Sofia Enrichetta di Waldeck                      |  |  |       |  |  |                          |  |  |                         |  |
| Elisabetta Albertina di Sassonia-Hildburghausen |                                            | Ernesto Federico I di Sassonia-Hildburghausen |                                                  |  |  |       |  |  |                          |  |  |                         |  |
|                                                 |                                            | Sofia Albertina di Erbach-Erbach              | Giorgio I di Erbach-Erbach                       |  |  |       |  |  |                          |  |  |                         |  |
|                                                 |                                            | Sofia Albertina di Erbach-Erbach              | Giorgio I di Erbach-Erbach                       |  |  |       |  |  |                          |  |  |                         |  |
|                                                 |                                            | Sofia Albertina di Erbach-Erbach              | Amalia Caterina di Waldeck-Eisenberg             |  |  |       |  |  |                          |  |  |                         |  |
|                                                 |                                            | Sofia Albertina di Erbach-Erbach              |                                                  |  |  |       |  |  |                          |  |  |                         |  |